# Джулианна Мур
Джулиа́нна Мур (англ. Julianne Moore, имя при рождении — Джу́ли Энн Смит (англ. Julie Anne Smith); род. 3 декабря 1960[…], Форт-Брэгг, Северная Каролина) — американская актриса и писательница. Лауреат премии «Оскар» (2015), двух премий «Эмми» (1988, 2012), двух премий «Золотой глобус» (2013, 2015), премии BAFTA (2015) и двух премий Гильдии киноактёров США (2013, 2015). Обладательница именной звезды на Голливудской «Аллее славы».
Лауреат трёх самых престижных кинофестивалей мира — Каннского, Берлинского и Венецианского (трижды). Джулианна Мур считается ведущей американской характерной актрисой, умеющей играть как в фильмах мейнстрима, так и в малобюджетных независимых постановках. Мур всегда отличается смелостью в выборе ролей и актёрской игре.

## Ранние годы и образование
Родилась 3 декабря 1960 года в Форт-Брэгге (штат Северная Каролина). Отец будущей актрисы, Питер Мур Смит, был военным судьёй, а мать, Энн (в девичестве Лав, 1940—2009), была психологом и социальным работником, имела шотландские корни. Мур была старшим ребёнком в семье, где у неё была младшая сестра Валери и брат Питер Мур Смит-младший. Всё детство семья провела в переездах с одного места на другое; Мур училась в американском колледже города Франкфурт-на-Майне, Германия, по окончании которого в 1979 году поступила в «Школу искусств Бостонского университета». В 1983 году она получила степень бакалавра и переехала в Нью-Йорк, где Джули Энн Смит стала Джулианной Мур: в Гильдии актёров оказалось, что её имя уже «занято», поэтому Мур пришлось придумать себе новое.

## Карьера

### Начало
В Нью-Йорке Мур, начинавшая официанткой в ресторанах, довольно продолжительное время играла исключительно на Бродвее, а также в дневной мыльной опере «Как вращается мир» (где она исполняла две роли). За сериал, в котором она участвовала с 1985 по 1988 год, Мур получила Дневную премию «Эмми» как лучшая молодая актриса дневного сериала. 1980-е годы характерны для её карьеры обилием телевизионных фильмов.
На большом экране Мур дебютировала в эпизодической роли жертвы мумии в фильме «Сказки с тёмной стороны» в 1990 году. После этого актриса начала появляться в небольших второстепенных ролях в таких заметных картинах, как «Рука, качающая колыбель» (1992), «Короткие истории» (1993), «Тело как улика», а также в небольшой роли в хите «Беглец» с участием Харрисона Форда. Роль в «Беглеце» настолько произвела впечатление на Стивена Спилберга, что спустя три года знаменитый режиссёр без прослушиваний взял актрису на сиквел фильма «Парк юрского периода».
В середине 1990 годов Джулианна Мур вместе со звёздным актёрским составом фильма «Короткие истории» режиссёра Роберта Олтмена получила специальный приз на церемонии вручения премии «Золотой глобус», а чуть ранее — «Кубок Вольпи» за лучший актёрский состав на Венецианском кинофестивале.
В этот период Мур в одинаковой степени снимается как в высокопрофильных голливудских постановках вроде комедии «Девять месяцев» (сыграла беременную подружку героя Хью Гранта), триллера «Наёмные убийцы» (с Сильвестром Сталлоне в главной роли), так и в малобюджетных фильмах, среди которых наибольшего успеха добились триллер Тодда Хейнса «Безопасность», где Мур сыграла женщину, внезапно начинающую страдать аллергией на весь окружающий её мир; квази-чеховская экранизация Луи Маля «Ваня на 42-й улице»; драма «Прожить жизнь с Пикассо», где Мур изображала Дору Маар.

### Взлёт карьеры
Спустя год после кассового успеха фильма Стивена Спилберга «Парк юрского периода: Затерянный мир» (мировые сборы более 600 миллионов долларов) молодой и малоизвестный тогда режиссёр Пол Томас Андерсон обращается к Джулианне Мур с предложением сыграть одну из ведущих ролей в своём фильме о порноиндустрии рубежа 1970—1980-х годов «Ночи в стиле буги». Первым впечатлением актрисы от прочитанного сценария был шок от обилия полупорнографических эпизодов, в которых участвовала её героиня, однако Мур была настолько впечатлена сюжетом и качеством сценария, что согласилась играть в фильме. Решение оказалось верным, и роль Эмбер Уэйвс, порнозвезды-наркоманки и одновременно любящей матери, сделала Джулианну Мур по-настоящему популярной киноактрисой и принесла ей номинации на премию «Оскар» и «Золотой глобус». Среди зрителей и критиков участие Мур в «Ночах в стиле буги» закрепило её статус как актрисы, готовой на самые смелые эксперименты с персонажами. Впоследствии она неоднократно подтверждала свою славу, играя весьма разноплановые роли.
В том же 1998 году с участием Мур выходит фильм «Большой Лебовски» братьев Коэнов, где она играет художницу-феминистку, рисующую картины при помощи собственной вагины и появляющуюся в фантазиях героя Джеффа Бриджеса в образе валькирии.

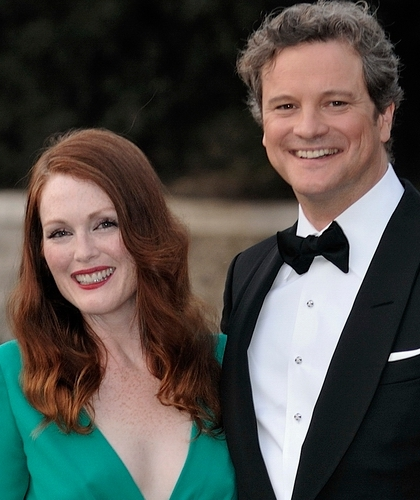
Джулианна Мур и Колин Ферт на премьере фильма «Одинокий мужчина», 11 сентября 2009 года

1999 год был очень насыщенным для актрисы. У неё выходят сразу пять фильмов, наиболее выдающимися из которых стали ещё одна картина режиссёра Пола Томаса Андерсона «Магнолия» и экранизация повести Грэма Грина «Конец романа» режиссёра Нила Джордана. В первом Мур сыграла жену умирающего от рака телепродюсера, перед лицом его смерти раскаивающуюся в многочисленных изменах. Несмотря на огромное количество суперзвёзд, сыгравших роли в этом фильме, партия Джулианны Мур была оценена критиками и зрителями как одна из самых ярких в этой полисимфонической истории переплетения людских судеб.
В «Конце романа» актриса сыграла в дуэте с Рэйфом Файнсом. Её героиня, замужняя Сара Майлз, начинает в бомбардируемом немцами Лондоне роман с героем Файнса, и когда во время прямого попадания снаряда в их дом, её любовник едва не погибает, Сара даёт клятву Богу прекратить интрижку ради спасения его жизни. Клерикальная драма, наполненная откровенными сценами и блестяще разыгранная дуэтом Мур-Файнс, принесла актрисе номинации на премии «Оскар», «Золотой глобус» и BAFTA.
В 2001 году Мур соглашается на предложение Ридли Скотта исполнить роль Кларисы Старлинг, героини, сделавшей знаменитой Джоди Фостер, в сиквеле «Молчания ягнят» «Ганнибал». В конце концов, актрису, по её собственному признанию, подкупила возможность снова оказаться на одной площадке с Энтони Хопкинсом, её давним кумиром. Картина в целом была неоднозначно воспринята критиками, так же, как и актёрское «прочтение» Мур героини Старлинг. Так или иначе, фильм оказался большим хитом, заработав в мировом прокате более 351 миллиона долларов.
Следующий год снова стал большим успехом для актрисы. Два вышедших в 2002 году фильма с её участием стали настоящими удачами в её карьере, поставив Мур в один ряд в узкую группу актёров, которым в один и тот же год удавалось получить сразу две номинации на престижную премию «Оскар».
В картине Стивена Долдри «Часы» Джулиана Мур сыграла Лору Браун, фрустрирующую домохозяйку, живущую в Лос-Анджелесе начала 1950 годов. Её брак, образ жизни, подавленная сексуальность, нелюбимый муж и сын, к которому она чувствует отчуждение, приводят её к мысли о самоубийстве, однако в последний момент Лора решает оставить семью и начать жизнь сначала в другом городе. Фильм «Часы» стал большим успехом для всех трёх актрис, сыгравших главные роли: помимо Мур, в фильме были заняты Николь Кидман и Мерил Стрип, это актёрское трио стало призёром Берлинского кинофестиваля 2003 года, а также принесло Мур множество кинематографических премий, в том числе номинацию на «Оскар» как «лучшей исполнительнице второстепенной роли».
В тот же год Джулианна Мур снова сыграла у Тодда Хейнса в драме «Вдали от рая» — стилизации под мелодрамы «золотого Голливуда», обернувшейся настоящим разоблачением фальшивости, скрывающейся за аккуратными фасадами 1950 годов. Мур снова сыграла домохозяйку, обнаруживающую, что её муж (Деннис Куэйд) имеет гомосексуальную связь на стороне. За эту роль актриса также получила номинацию на премию «Оскар», однако уже как «лучшая актриса».
После длительной паузы, связанной с рождением ребёнка, Мур возвращается в кино в 2004 году с несколькими фильмами, среди которых успешно прошедший в прокате триллер «Забытое» (сборы в мире более 117 миллионов долларов); вышедший с участием Мур в начале 2006 года драматический триллер со сходной тематикой о пропавших детях «Обратная сторона правды» (в американском прокате Freedomland) не снискал такого успеха.

### Новые проекты

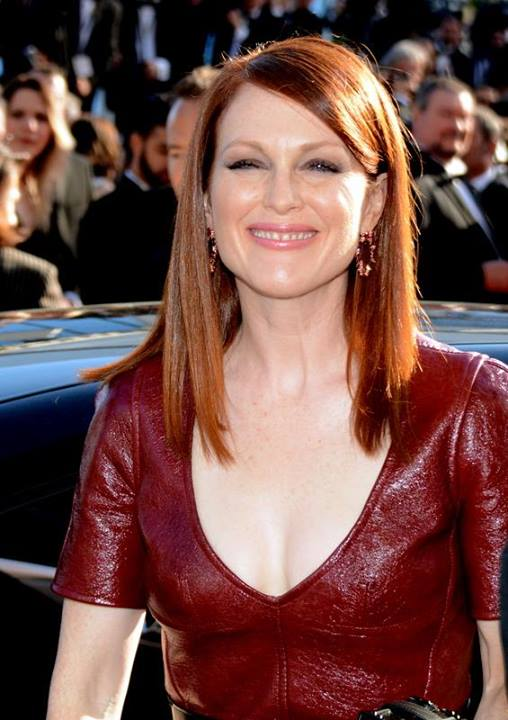
Джулианна Мур на кинофестивале в Каннах в 2014 году

Драматический триллер Альфонсо Куарона «Дитя человеческое», где актриса исполнила роль главы повстанцев в мире, погружённом в хаос из-за потери способности продолжать род, вышел в 2006 году. Картина была отобрана в качестве конкурсанта на Венецианском фестивале 2006.
Кроме того, осенью 2006 года в мире был начат прокат романтической комедии «Доверься мужчине», которую снял её муж Барт Фрейндлих. В картине, кроме Мур, заняты такие известные актёры, как Дэвид Духовны и Мэгги Джилленхол.
Также актриса закончила съёмки в фантастическом боевике режиссёра Ли Тамахори под названием «Пророк» о человеке, способном видеть будущее. Кроме неё, в фильме сыграл Николас Кейдж.
2010 год начался с двух драм — «Хлоя» об отношениях семейной дамы с девушкой по имени Хлоя. В марте вышел фильм «Одинокий мужчина» с Колином Фертом в главной роли. Джулианна сыграла роль лучшей подруги его героя.
В 2012 году Джулианна Мур снялась в телефильме «Игра изменилась», в роли губернатора Аляски и кандидата в вице-президенты США на выборах 2008 года Сары Пэйлин, премьера которого состоялась на канале HBO 10 марта 2012 года, однако Сара Пэйлин раскритиковала его, отметив, что «голливудская ложь остаётся голливудской ложью». Тепло принятое критиками исполнение роли Пэйлин принесло Мур первую статуэтку прайм-тайм премии «Эмми».
3 октября 2013 года Джулианна Мур стала обладательницей звезды № 2507 на Голливудской «Аллее славы».
В 2014 году исполнила роль профессора лингвистики, страдающего от болезни Альцгеймера, в независимой драме «Всё ещё Элис». Работа Мур удостоилась высочайших оценок мировой кинопрессы и множества наград, включая премию «Оскар» за лучшую женскую роль. Образ коварной и лицемерной голливудской актрисы в чёрной комедии «Звёздная карта» в том же году принёс Мур главный актёрский приз Каннского кинофестиваля. Тогда же Мур впервые снялась в фэнтези, сыграв ведьму Малкин в фильме «Седьмой сын», отметив, что «ей нравится открывать в себе новые грани». А также в 2014 году вышла третья часть франшизы «Голодные игры», в которой Мур исполнила роль Альмы Койн, лидера повстанцев, бросивших вызов Капитолию. В 2015-м актриса появится в той же роли в заключительной части «Игр».
В 2017 году на экраны вышла картина «Мир, полный чудес», рассказывающая запутанную историю двух глухих детей, где Мур исполнила сразу несколько ролей. В шпионском боевике «Kingsman: Золотое кольцо» в том же году Мур предстала в образе харизматичной злодейки Поппи Адамс. В январе 2019 года на кинофестивале Сандэнс состоялась премьера фильма Барта Фрейндлиха «После свадьбы», ремейка одноимённой картины 2006 года, номинированной на премию «Оскар» как лучшая лента года на иностранном языке. Главные роли в фильме исполнили Мишель Уильямс, Джулианна Мур и Билли Крудап.

## Актёрский стиль и отзывы
Меня никогда не волнует, сильны мои персонажи или нет. Меня никогда это не волнует, даже если они утвердительные. Я ищу ту вещь, которая человечна, узнаваема и эмоциональна. Вы знаете, мы не идеальны, мы не герои, мы не контролируем свои эмоции. Иногда мы сами себе злейшие враги, мы сами себе создаём трагедию… это то, что я считаю действительно убедительным.
Джулианна Мур объясняет, почему она обращается к игре проблемных женщин
Джулианна Мур была описана в СМИ как одна из самых талантливых и опытных актрис своего поколения. После пятидесяти лет продолжает регулярно работать и появляется в кино в заметных ролях. Актриса любит разнообразие, появляясь в малобюджетных независимых фильмах и масштабных голливудских постановках. В 2004 году сотрудники кинокомпании IGN написали о её редкой способности отскакивать от коммерчески жизнеспособных проектов, как «Девять месяцев» (1995), до артхаусных шедевров, как «Безопасность» (1995), добавив, что она пользуется уважением в искусстве кино. Диапазон её игры очень широк, режиссёр Ридли Скотт, который работал с Мур в фильме «Ганнибал» (2001), уже оценил её универсальность. В октябре 2013 года Джулианна Мур была удостоена именной звезды на Голливудской «Аллее славы». Она была включена журналом People в ежегодный список самых красивых женщин четыре раза (1995, 2003, 2008, 2013). В 2015 году журнал Time назвал Мур одной из 100 самых влиятельных людей в мире.
Джулианна Мур особенно известна тем, что часто играет проблемных женщин и специализируется на «обычных женщинах, которые подавляют мощные эмоции». Оливер Буркеман из журнала The Guardian писал, что её героини, как правило, «изо всех сил пытаются скрывать в лице некую, тайную тоску или осознание своей недостаточности». Сьюзи Маккензи из журнала The Guardian, писала о её героинях: «Женщины в состоянии отчуждения…женщины, которые забыли или потеряли себя. Люди, чья личность является вопросом». Её игра часто включает в себя небольшие намеки на эмоциональную суматоху, пока не наступает момент, когда персонаж ломается. Журналист Кира Кокрейн определила это как «trademark moment» во многих из её лучших фильмов, она также называет её «королевой большого экрана». «Когда её героини наконец-то ломаются, это зрелище, никто не передаёт душу героя так хорошо, как Джулианна Мур», писал журналист Саймон Хаттенстон. Бен Брэнтли из New York Times высоко оценил способность Мур тонко раскрыть внутреннюю суматоху своих персонажей, написав, что она несравненна в образе своих проблемных женщин. Однако Брэнтли считает, что когда дело доходит до более авторитетной роли, она становится немного скучной. Он сказал: «Эмоциональная обнаженность является специальностью Мур, и мы все знаем, на что она способна».
Интерес к изображению реальной человеческой драмы привел Джулианну Мур к этим ролям. Она особенно умело подавляет свои эмоции и стремится сохранить достоинство. Герои, которые добиваются чего-то удивительного, мало интересуют её, она пояснила: «Мы просто не всегда добиваемся чего-то удивительного в нашей жизни». В начале своей карьеры Мур создала репутацию актрисы, раздвигающей границы актёрского мастерства, её по-прежнему хвалят за её бесстрашную игру и способность принимать на себя сложные роли. Когда актрису спросили, есть ли какие-либо роли, которых она избегала, она ответила: «Ничего в сфере человеческого поведения». Мур известна своей готовностью обнажиться и появляться в эротических сценах, хотя она сказала, что делает это, если чувствует, что действительно подходит на роль.
Что касается её подхода к актёрскому мастерству, Джулианна Мур сказала в интервью 2002 года: «Я хочу иметь представление о том, кто такой персонаж, а затем я хочу попасть туда и сделать себя им на камеру. Моя цель состоит в том, чтобы попытаться позволить эмоциям превзойти надо мной… и когда это происходит, нет ничего лучше или более захватывающего или более полезного для меня».

## Литературная деятельность
Наряду с актёрской деятельностью Джулианна Мур является детской писательницей. Её первая книга — «Freckleface Strawberry» (буквально: «Конопатая клубника») — была опубликована в октябре 2007 года и стала бестселлером New York Times. Она описала эту повесть как простую, лёгкую и полуавтобиографическую историю: на её страницах рассказывается о девочке, которая отчаянно хотела избавиться от своих веснушек, но в конце концов научилась принимать их. Мур решила написать эту книгу, когда её маленькому сыну разонравилась его внешность: мама поделилась с мальчиком воспоминаниями о своём детстве, когда её, рыженькую веснушчатую девочку, другие дети дразнили — обзывали «Конопатой клубничиной», намекая, что её кожа испещрена веснушками, как поверхность ягоды клубники семенами.
После она написала ещё шесть книг на эту тему: «Freckleface Strawberry and the Dodgeball Bully», была опубликована в 2009 году и «Freckleface Strawberry: Best Friends Forever» в 2011 году. Эти книги являлись своего рода посланием о том, что дети могут преодолеть свои собственные проблемы. «Freckleface Strawberry: Backpacks!, Freckleface Strawberry: Lunch, or What’s That?» и «Feckleface Strawberry: Loose Tooth!» были выпущены издательством «Random House». Далее последовала книга «Freckleface Strawberry and the Really Big Voice», выпущенная летом 2016 года.
Книга «Freckleface Strawberry» была адаптирована в мюзикл, написанный Розой Кэйвол и Гарри Куппером, премьера которого состоялась в театре «New World Stages», в октябре 2010 года. Мур также внесла свой вклад в производство. Мюзикл был хорошо воспринят зрителями и критиками.
Актриса написала детскую книгу отдельно от серии «Freckleface». Выпущенная в 2013 году, «My Mom is a Foreigner, But Not to Me» основывается на опыте взросления с матерью в другой стране. Книга была плохо воспринята журналами Publishers Weekly и Kirkus Reviews, а использование стиля и рифмы было подвергнуто критике.

## Личная жизнь

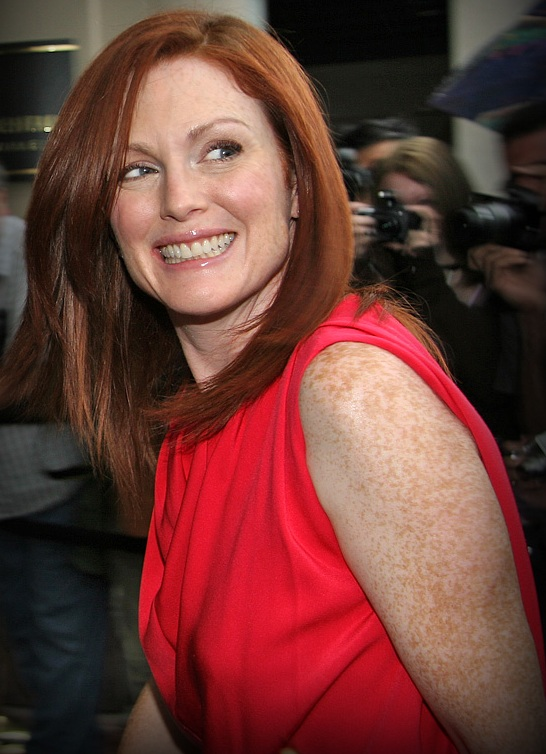
Джулианна Мур на кинофестивале в Торонто в 2008 году

Актёр и режиссёр Джон Гулд Рубин был первым мужем актрисы. Они познакомились в 1984 году и поженились через два года. Супруги подали на развод в 1993 году, бракоразводный процесс был завершён в августе 1995 года. Джулианна Мур пояснила: «Мы поженились слишком рано, и я рада, что всё так закончилось». В 1996 году у неё начались романтические отношения с режиссёром Бартом Фрейндлихом. У пары есть сын Калеб (род. в декабре 1997 года) и дочь Лив (род. в апреле 2002 года). Они поженились в августе 2003 года, Мур старше мужа на девять лет, в настоящее время супруги проживают в Нохо (North Houston), Бонд-стрит.. Джулианна Мур сказала: «У нас очень прочная семейная жизнь, и я этим горжусь». Актриса всегда старается быть ближе к своей семье, даже во время работы она находит время, чтобы провести его с семьёй.

## Взгляды
Джулианна Мур либерал, она поддерживала Барака Обаму на президентских выборах в 2008 и 2012 году. Она поддерживает аборты и входит в совет адвокатов организации «Планирование семьи». Актриса также выступает за права ЛГБТ, и поддерживает «Контроль над вооружениями», в 2008 году она была послом фонда «Спасти детей». Джулианна Мур левша, а также атеист. Актриса считает, что для поддержания естественной внешности не нужен ботокс.
В связи со вторжением России на Украину поддержала Украину, выложив в соцсетях фото в кашемировой шапочке желто-голубого цвета от итальянского бренда и отметив, что все средства от их приобретения будут перечислены в фонд UNICEF Ukraine. Также к этой инициативе уже присоединились Мишель Пфайффер и Дженнифер Энистон.

## Фильмография

### Кино
| Год  |   | Русское название                           | Оригинальное название                 | Роль                    |
| ---- | - | ------------------------------------------ | ------------------------------------- | ----------------------- |
| 1990 | ф | Сказки с тёмной стороны                    | Tales from the Dark Side              | Сьюзан                  |
| 1992 | ф | Рука, качающая колыбель                    | The Hand That Rocks the Cradle        | Марлен Крэйвен          |
| 1992 | ф | Пистолет в сумочке Бетти Лу                | The Gun in Betty Lou’s Handbag        | Элинор                  |
| 1993 | ф | Тело как улика                             | Body of Evidence                      | Шэрон Дюлэйни           |
| 1993 | ф | Бенни и Джун                               | Benny and Joon                        | Рути                    |
| 1993 | ф | Беглец                                     | The Fugitive                          | доктор Энн Истман       |
| 1993 | ф | Короткие истории                           | Short Cuts                            | Мэриан Уайман           |
| 1994 | ф | Ваня на 42-й улице                         | Vanya on 42nd Street                  | Елена                   |
| 1995 | ф | Безопасность                               | Safe                                  | Кэрол Уайт              |
| 1995 | ф | Девять месяцев                             | Nine Months                           | Ребекка Тэйлор          |
| 1995 | ф | Наёмные убийцы                             | Assassins                             | Электра                 |
| 1996 | ф | Прожить жизнь с Пикассо                    | Surviving Picasso                     | Дора Маар               |
| 1997 | ф | Парк юрского периода: Затерянный мир       | The Lost World: Jurassic Park         | доктор Сара Хардинг     |
| 1997 | ф | Миф об отпечатках пальцев                  | The Myth of Fingerprints              | Миа                     |
| 1997 | ф | Ночи в стиле буги                          | Boogey Nights                         | Эмбер Уэйвс             |
| 1998 | ф | Большой Лебовски                           | The Big Lebowsky                      | Мод Лебовски            |
| 1998 | ф | Психо                                      | Psycho                                | Лайла Крэйн             |
| 1999 | ф | Колесо фортуны                             | Cookie’s Fortune                      | Кора Дювалль            |
| 1999 | ф | Идеальный муж                              | An Ideal Husband                      | миссис Лора Чивли       |
| 1999 | ф | Карта мира                                 | A Map of the World                    | Тереза Коллинз          |
| 1999 | ф | Конец романа                               | The End of the Affair                 | Сара Майлз              |
| 1999 | ф | Магнолия                                   | Magnolia                              | Линда Партридж          |
| 2000 | ф | Дамский угодник                            | The Ladies Man                        | Одри                    |
| 2001 | ф | Ганнибал                                   | Hannibal                              | агент Клариса Старлинг  |
| 2001 | ф | Эволюция                                   | Evolution                             | доктор Эллисон Рид      |
| 2001 | ф | Корабельные новости                        | The Shipping News                     | Уэйви Проуз             |
| 2002 | ф | Вдали от рая                               | Far From Heaven                       | Кэти Уайтекер           |
| 2002 | ф | Часы                                       | The Hours                             | Лора Браун              |
| 2004 | ф | Законы привлекательности                   | Laws of Attraction                    | Одри Вудс               |
| 2004 | ф | Мэри и Брюс                                | Marie and Bruce                       | Мэри                    |
| 2004 | ф | Забытое                                    | The Forgotten                         | Телли Паретта           |
| 2005 | ф | Победительница                             | The Prize Winner of Defiance, Ohio    | Эвелин Райан            |
| 2006 | ф | Обратная сторона правды                    | Freedomland                           | Бренда Мартин           |
| 2006 | ф | Доверься мужчине                           | Trust the Man                         | Ребекка                 |
| 2006 | ф | Дитя человеческое                          | Children of Men                       | Джулиан                 |
| 2007 | ф | Пророк                                     | Next                                  | Калли Фэррис            |
| 2007 | ф | Меня там нет                               | I’m Not There                         | Алиса Фабиан            |
| 2007 | ф | Дикая грация                               | Savage Grace                          | Барбара Бакеланд        |
| 2008 | ф | Слепота                                    | Blindness                             | жена доктора            |
| 2008 | ф | На крючке                                  | Eagle Eye                             | Ария                    |
| 2009 | ф | Одинокий мужчина                           | A Single Man                          | Шарли                   |
| 2009 | ф | Частная жизнь Пиппы Ли                     | The Private Lives of Pippa Lee        | Кэт                     |
| 2009 | ф | Хлоя                                       | Chloe                                 | Кэтрин Стюарт           |
| 2010 | ф | Детки в порядке                            | The Kids Are All Right                | Джулс                   |
| 2010 | ф | Электра Люкс                               | Elektra Luxx                          | Дева Мария              |
| 2010 | ф | Убежище                                    | Shelter                               | Кара Хардинг            |
| 2011 | ф | Эта дурацкая любовь                        | Crazy, Stupid, Love                   | Эмили Уивер             |
| 2012 | ф | Быть Флинном                               | Being Flynn                           | Джоди Флинн             |
| 2012 | ф | Развод в большом городе                    | What Maisie Knew                      | Сюзанна                 |
| 2013 | ф | Страсти Дон Жуана                          | Don Jon                               | Эстер                   |
| 2013 | ф | Телекинез                                  | Carrie                                | Маргарет Уайт           |
| 2013 | ф | Учитель английского                        | The English Teacher                   | Линда Синклер           |
| 2014 | ф | Воздушный маршал                           | Non-Stop                              | Джен Саммерс            |
| 2014 | ф | Звёздная карта                             | Maps to the Stars                     | Хавана Сегранд          |
| 2014 | ф | Голодные игры: Сойка-пересмешница. Часть 1 | The Hunger Games: Mockingjay – Part 1 | президент Альма Койн    |
| 2014 | ф | Всё ещё Элис                               | Still Alice                           | Элис Хаулэнд            |
| 2015 | ф | Седьмой сын                                | The Seventh Son                       | королева Малкин         |
| 2015 | ф | План Мэгги                                 | Maggie’s Plan                         | Жоржетта                |
| 2015 | ф | Голодные игры: Сойка-пересмешница. Часть 2 | The Hunger Games: Mockingjay – Part 2 | президент Альма Койн    |
| 2015 | ф | Всё, что у меня есть                       | Freeheld                              | Лорел Хестер            |
| 2017 | ф | Мир, полный чудес                          | Wonderstruck                          | Лина Мейлин / Одри Роуз |
| 2017 | ф | Субурбикон                                 | Suburbicon                            | Маргарет Лодж           |
| 2017 | ф | Kingsman: Золотое кольцо                   | Kingsman: The Golden Circle           | Поппи Адамс             |
| 2018 | ф | Глория Белл                                | Gloria Bell                           | Глория Белл             |
| 2018 | ф | Бельканто                                  | Bel Canto                             | Роксан Косс             |
| 2019 | ф | После свадьбы                              | After the Wedding                     | Тереза                  |
| 2020 | ф | Глории                                     | The Glorias                           | Глория Стайнем          |
| 2021 | ф | Женщина в окне                             | The Woman in the Window               | Джейн Расселл           |
| 2021 | ф | Спирит непокорный                          | Spirit Ultimated                      | тётя Кора               |
| 2021 | ф | Дорогой Эван Хансен                        | Dear Evan Hansen                      | Хайди Хансен            |
| 2022 | ф | Когда ты закончишь спасать мир             | When You Finish Saving the World      | Эвелин                  |
| 2023 | ф | Аферисты                                   | Sharper                               | Меделин                 |
| 2023 | ф | Май декабрь                                | May December                          | Грейси                  |
|      | ф | Контроль                                   | Control                               |                         |
|      | ф | Эхо долины                                 | Echo Valley                           | Кейт Гарретт            |
|      | ф | Комната по соседству                       | La habitación de al lado              | Ингрид                  |

### Телевидение
| Год       |    | Русское название          | Оригинальное название | Роль               |
| --------- | -- | ------------------------- | --------------------- | ------------------ |
| 1984      | с  | На пороге ночи            | The Edge of Night     | Кармен Эндлер      |
| 1985—1988 | с  | Как вращается мир         | As the World Turns    | Френни Хандлерс    |
| 1987      | с  | Я покорю Манхэттен        | l Take Manhattan      | Линда Вест         |
| 1989      | тф | Деньги, власть, убийство  | Money, Power, Murder  | Пэгги / Линн Бреди |
| 1990      | с  | Страйкер                  | B. L. Stryker         | Тина               |
| 1991      | тф | Ехать уже слишком поздно  | The Last to Go        | Марси              |
| 1991      | тф | Бросив смертельный взгляд | Cast a Deadly Spell   | Конни Стоун        |
| 2009—2013 | с  | Студия 30                 | 30 Rock               | Нэнси Донован      |
| 2012      | тф | Игра изменилась           | Game Change           | Сара Пэйлин        |
| 2016      | с  | Сложные люди              | Diffcult People       | Сара Нуссбаум      |
| 2017      | с  | На ночь глядя             | Nightcap              | играет саму себя   |
| 2025      | с  | Сирены                    | Sirens                | Микаэла Келл       |

## Опубликованные книги
- Moore, Julianne. Freckleface Strawberry (неопр.). — New York: Bloomsbury Juvenile US, 2007. — ISBN 978-1-59990-107-7.
- Moore, Julianne. Freckleface Strawberry And The Dodgeball Bully (англ.). — New York: Bloomsbury Juvenile US, 2009. — ISBN 978-1-59990-316-3.
- Moore, Julianne. Freckleface Strawberry Best Friends Forever (неопр.). — New York: Bloomsbury Juvenile US, 2011. — ISBN 978-1-59990-782-6.
- Moore, Julianne. My Mom Is a Foreigner, But Not to Me (неопр.). — San Francisco: Chronicle Books[англ.], 2013. — ISBN 978-1-4521-0792-9.
- Moore, Julianne. Freckleface Strawberry: Backpacks! (Step into Reading) (англ.). — New York: Random House Books for Young Readers, 2015. — ISBN 978-0-385-39194-8.
- Moore, Julianne. Freckleface Strawberry: Lunch, or What's That? (Step into Reading) (англ.). — New York: Random House Books for Young Readers, 2015. — ISBN 978-0-385-39191-7.
- Moore, Julianne. Freckleface Strawberry: Loose Tooth! (Step into Reading) (англ.). — New York: Random House Books for Young Readers, 2016. — ISBN 978-0385391979.
- Moore, Julianne. Freckleface Strawberry and the Really Big Voice (англ.). — New York: Random House Books for Young Readers, 2016. — ISBN 978-0385392037.

## Награды и номинации
Полный список наград и номинаций на сайте IMDb.com.
| Награды и номинации                           | Награды и номинации | Награды и номинации                                                                          | Награды и номинации                                    | Награды и номинации |
| Награда                                       | Год                 | Категория                                                                                    | Работа                                                 | Результат           |
| --------------------------------------------- | ------------------- | -------------------------------------------------------------------------------------------- | ------------------------------------------------------ | ------------------- |
| Оскар                                         | 1998                | Лучшая женская роль второго плана                                                            | Ночи в стиле буги                                      | Номинация           |
| Оскар                                         | 2000                | Лучшая женская роль                                                                          | Конец романа                                           | Номинация           |
| Оскар                                         | 2003                | Лучшая женская роль                                                                          | Вдали от рая                                           | Номинация           |
| Оскар                                         | 2003                | Лучшая женская роль второго плана                                                            | Часы                                                   | Номинация           |
| Оскар                                         | 2015                | Лучшая женская роль                                                                          | Всё ещё Элис                                           | Победа              |
| BAFTA                                         | 2000                | Лучшая женская роль                                                                          | Конец романа                                           | Номинация           |
| BAFTA                                         | 2003                | Лучшая женская роль второго плана                                                            | Часы                                                   | Номинация           |
| BAFTA                                         | 2011                | Лучшая женская роль                                                                          | Детки в порядке                                        | Номинация           |
| BAFTA                                         | 2015                | Лучшая женская роль                                                                          | Всё ещё Элис                                           | Победа              |
| Золотой глобус                                | 1998                | Лучшая женская роль второго плана — Кинофильм                                                | Ночи в стиле буги                                      | Номинация           |
| Золотой глобус                                | 2000                | Лучшая женская роль — комедия или мюзикл                                                     | Идеальный муж                                          | Номинация           |
| Золотой глобус                                | 2000                | Лучшая женская роль — драма                                                                  | Конец романа                                           | Номинация           |
| Золотой глобус                                | 2003                | Лучшая женская роль — драма                                                                  | Вдали от рая                                           | Номинация           |
| Золотой глобус                                | 2010                | Лучшая женская роль второго плана — Кинофильм                                                | Одинокий мужчина                                       | Номинация           |
| Золотой глобус                                | 2011                | Лучшая женская роль — комедия или мюзикл                                                     | Детки в порядке                                        | Номинация           |
| Золотой глобус                                | 2013                | Лучшая женская роль в мини-сериале или телефильме                                            | Игра изменилась                                        | Победа              |
| Золотой глобус                                | 2015                | Лучшая женская роль — драма                                                                  | Всё ещё Элис                                           | Победа              |
| Золотой глобус                                | 2015                | Лучшая женская роль — комедия или мюзикл                                                     | Звёздная карта                                         | Номинация           |
| Дневная премия «Эмми»                         | 1988                | Лучшая женская роль в драматическом телесериале                                              | Как вращается мир                                      | Победа              |
| Эмми                                          | 2012                | Лучшая женская роль в мини-сериале или фильме                                                | Игра изменилась                                        | Победа              |
| Премия Гильдии киноактёров США                | 1998                | Лучшая женская роль второго плана                                                            | Ночи в стиле буги                                      | Номинация           |
| Премия Гильдии киноактёров США                | 1998                | Лучший актёрский состав в игровом кино                                                       | Ночи в стиле буги                                      | Номинация           |
| Премия Гильдии киноактёров США                | 2000                | Лучшая женская роль                                                                          | Конец романа                                           | Номинация           |
| Премия Гильдии киноактёров США                | 2000                | Лучший актёрский состав в игровом кино                                                       | Магнолия                                               | Номинация           |
| Премия Гильдии киноактёров США                | 2000                | Лучшая женская роль второго плана                                                            | Магнолия                                               | Номинация           |
| Премия Гильдии киноактёров США                | 2003                | Лучшая женская роль второго плана                                                            | Часы                                                   | Номинация           |
| Премия Гильдии киноактёров США                | 2003                | Лучший актёрский состав в игровом кино                                                       | Часы                                                   | Номинация           |
| Премия Гильдии киноактёров США                | 2003                | Лучшая женская роль                                                                          | Вдали от рая                                           | Номинация           |
| Премия Гильдии киноактёров США                | 2011                | Лучший актёрский состав в игровом кино                                                       | Детки в порядке                                        | Номинация           |
| Премия Гильдии киноактёров США                | 2013                | Лучшая женская роль в мини-сериале или телефильме                                            | Игра изменилась                                        | Победа              |
| Премия Гильдии киноактёров США                | 2015                | Лучшая женская роль                                                                          | Всё ещё Элис                                           | Победа              |
| AACTA Awards                                  | 2015                | Лучшая женская роль                                                                          | Всё ещё Элис                                           | Победа              |
| Alliance of Women Film Journalists            | 2011                | Почётная награда                                                                             | Детки в порядке                                        | Номинация           |
| Alliance of Women Film Journalists            | 2011                | Почётная награда                                                                             | Детки в порядке                                        | Номинация           |
| Alliance of Women Film Journalists            | 2011                | Почётная награда                                                                             | Детки в порядке                                        | Победа              |
| Alliance of Women Film Journalists            | 2015                | Лучшая актриса                                                                               | Всё ещё Элис                                           | Победа              |
| Alliance of Women Film Journalists            | 2015                | Почётная награда                                                                             | Всё ещё Элис                                           | Номинация           |
| Берлинский кинофестиваль                      | 2003                | Премия «Серебряный медведь» за лучшую женскую роль (совместно с Николь Кидман и Мерил Стрип) | Часы                                                   | Победа              |
| Blockbuster Entertainment Awards              | 1998                | Любимая актриса — научная фантастика                                                         | Парк юрского периода: Затерянный мир                   | Номинация           |
| Blockbuster Entertainment Awards              | 2000                | Любимая актриса — драма                                                                      | Магнолия                                               | Номинация           |
| Общество кинокритиков Бостона                 | 1994                | Лучшая актриса                                                                               | Ваня на 42-й улице                                     | Победа              |
| Общество кинокритиков Бостона                 | 2002                | Лучшая актриса                                                                               | Вдали от рая                                           | 2-е место           |
| Общество кинокритиков Бостона                 | 2010                | Лучший актёрский ансамбль                                                                    | Детки в порядке                                        | 2-е место           |
| Каннский кинофестиваль                        | 2015                | Приз за лучшую женскую роль                                                                  | Звёздная карта                                         | Победа              |
| Ассоциация кинокритиков Чикаго                | 1998                | Лучшая актриса второго плана                                                                 | Ночи в стиле буги                                      | Номинация           |
| Ассоциация кинокритиков Чикаго                | 2000                | Лучшая актриса второго плана                                                                 | Идеальный муж                                          | Номинация           |
| Ассоциация кинокритиков Чикаго                | 2000                | Лучшая актриса                                                                               | Конец романа                                           | Номинация           |
| Ассоциация кинокритиков Чикаго                | 2002                | Лучшая актриса                                                                               | Вдали от рая                                           | Победа              |
| Ассоциация кинокритиков Чикаго                | 2003                | Лучшая актриса второго плана                                                                 | Часы                                                   | Номинация           |
| Ассоциация кинокритиков Чикаго                | 2009                | Лучшая актриса второго плана                                                                 | Одинокий мужчина                                       | Номинация           |
| Ассоциация кинокритиков Чикаго                | 2014                | Лучшая актриса                                                                               | Всё ещё Элис                                           | Победа              |
| Critics’ Choice Movie Awards                  | 2003                | Лучшая актриса                                                                               | Вдали от рая                                           | Победа              |
| Critics’ Choice Movie Awards                  | 2003                | Лучший актёрский ансамбль                                                                    | Часы                                                   | Номинация           |
| Critics’ Choice Movie Awards                  | 2010                | Лучшая актриса второго плана                                                                 | Одинокий мужчина                                       | Номинация           |
| Critics’ Choice Movie Awards                  | 2011                | Лучший актёрский ансамбль                                                                    | Детки в порядке                                        | Номинация           |
| Critics’ Choice Movie Awards                  | 2015                | Лучшая актриса                                                                               | Всё ещё Элис                                           | Победа              |
| Ассоциация кинокритиков Далласа               | 2000                | Лучшая актриса второго плана                                                                 | Колесо фортуны                                         | Победа              |
| Ассоциация кинокритиков Далласа               | 2003                | Лучшая актриса                                                                               | Вдали от рая                                           | Победа              |
| Ассоциация кинокритиков Далласа               | 2014                | Лучшая актриса                                                                               | Всё ещё Элис                                           | 2-е место           |
| Общество кинокритиков Денвера                 | 2009                | Лучшая актриса второго плана                                                                 | Одинокий мужчина                                       | Номинация           |
| Общество кинокритиков Детройта                | 2014                | Лучшая актриса                                                                               | Всё ещё Элис                                           | Номинация           |
| Dorian Awards                                 | 2013                | Лучшая актриса в мини-сериале или телефильме                                                 | Игра изменилась                                        | Номинация           |
| Dorian Awards                                 | 2015                | Лучшая актриса                                                                               | Всё ещё Элис                                           | Победа              |
| Dublin Film Critics' Circle                   | 2014                | Лучшая актриса                                                                               | Звёздная карта                                         | 4-е место           |
| Dublin Film Critics' Circle                   | 2015                | Лучшая актриса                                                                               | Всё ещё Элис                                           | Победа              |
| Elle Women in Hollywood Awards                | 2002                | Почётная награда                                                                             | н/д                                                    | Победа              |
| Империя                                       | 2004                | Лучшая актриса                                                                               | Вдали от рая                                           | Номинация           |
| Fangoria Chainsaw Awards                      | 2014                | Лучшая актриса второго плана                                                                 | Кэрри                                                  | 3-е место           |
| Florida Film Critics Circle                   | 1997                | Лучшая актриса второго плана                                                                 | Ночи в стиле буги                                      | Победа              |
| Florida Film Critics Circle                   | 1997                | Лучший актёрский ансамбль                                                                    | Ночи в стиле буги                                      | Победа              |
| Florida Film Critics Circle                   | 1999                | Лучший актёрский ансамбль                                                                    | Магнолия                                               | Победа              |
| Florida Film Critics Circle                   | 2002                | Лучшая актриса                                                                               | Вдали от рая                                           | Победа              |
| Florida Film Critics Circle                   | 2014                | Лучшая актриса                                                                               | Всё ещё Элис                                           | 2-е место           |
| Золотая малина                                | 2016                | Худшая женская роль                                                                          | Седьмой сын                                            | Номинация           |
| Готэм                                         | 2002                | Почётная награда                                                                             | н/д                                                    | Победа              |
| Готэм                                         | 2010                | Лучший актёрский ансамбль                                                                    | Детки в порядке                                        | Номинация           |
| Готэм                                         | 2014                | Лучшая актриса                                                                               | Всё ещё Элис                                           | Победа              |
| Голливудский кинофестиваль                    | 2009                | Лучшая актриса второго плана                                                                 | Одинокий мужчина                                       | Победа              |
| Голливудский кинофестиваль                    | 2014                | Лучшая актриса                                                                               | Всё ещё Элис                                           | Победа              |
| Общество кинокритиков Хьюстона                | 2015                | Лучшая актриса                                                                               | Всё ещё Элис                                           | Победа              |
| Независимый дух                               | 1993                | Лучшая женская роль второго плана                                                            | Короткие истории                                       | Номинация           |
| Независимый дух                               | 1995                | Лучшая женская роль                                                                          | Безопасность                                           | Номинация           |
| Независимый дух                               | 2002                | Лучшая женская роль                                                                          | Вдали от рая                                           | Победа              |
| Независимый дух                               | 2014                | Лучшая женская роль                                                                          | Всё ещё Элис                                           | Победа              |
| International Online Film Critics' Poll       | 2014                | Лучшая актриса                                                                               | Всё ещё Элис                                           | Номинация           |
| Irish Film & Television Academy Awards        | 2015                | Лучшая международная актриса                                                                 | Всё ещё Элис                                           | Победа              |
| Лондонский кружок кинокритиков                | 2000                | Лучшая актриса                                                                               | Конец романа                                           | Номинация           |
| Лондонский кружок кинокритиков                | 2004                | Лучшая актриса                                                                               | Вдали от рая                                           | Победа              |
| Лондонский кружок кинокритиков                | 2015                | Лучшая актриса                                                                               | Всё ещё Элис                                           | Победа              |
| Лондонский кружок кинокритиков                | 2015                | Лучшая актриса                                                                               | Звёздная карта                                         | Номинация           |
| Ассоциация кинокритиков Лос-Анджелеса         | 1997                | Лучшая актриса второго плана                                                                 | Ночи в стиле буги                                      | Победа              |
| Ассоциация кинокритиков Лос-Анджелеса         | 2002                | Лучшая актриса                                                                               | Вдали от рая / Часы                                    | Победа              |
| Ассоциация кинокритиков Лос-Анджелеса         | 2014                | Лучшая актриса                                                                               | Всё ещё Элис                                           | 2-е место           |
| MTV Movie Awards                              | 2001                | Лучший поцелуй (совместно с Энтони Хопкинсом)                                                | Ганнибал                                               | Номинация           |
| National Board of Review Awards               | 1999                | Лучшая актриса                                                                               | Идеальный муж / Карта мира / Магнолия                  | Победа              |
| National Board of Review Awards               | 2002                | Лучшая актриса                                                                               | Вдали от рая                                           | Победа              |
| National Board of Review Awards               | 2014                | Лучшая актриса                                                                               | Всё ещё Элис                                           | Победа              |
| Национальное общество кинокритиков США        | 1998                | Лучшая актриса второго плана                                                                 | Ночи в стиле буги                                      | Победа              |
| Национальное общество кинокритиков США        | 2000                | Лучшая актриса                                                                               | Идеальный муж / Карта мира / Магнолия / Колесо фортуны | 2-е место           |
| Национальное общество кинокритиков США        | 2015                | Лучшая актриса                                                                               | Всё ещё Элис                                           | 2-е место           |
| New York Film Critics Circle                  | 1995                | Лучшая актриса                                                                               | Безопасность                                           | 3-е место           |
| New York Film Critics Circle                  | 1999                | Лучшая актриса                                                                               | Конец романа                                           | 2-е место           |
| New York Film Critics Circle                  | 2002                | Лучшая актриса                                                                               | Вдали от рая                                           | 2-е место           |
| New York Film Critics Online Awards           | 2002                | Лучшая актриса                                                                               | Вдали от рая                                           | Победа              |
| Online Film Critics Society                   | 1997                | Лучшая актриса второго плана                                                                 | Миф об отпечатках пальцев                              | Номинация           |
| Online Film Critics Society                   | 1999                | Лучшая актриса                                                                               | Магнолия                                               | Номинация           |
| Online Film Critics Society                   | 2002                | Лучшая актриса                                                                               | Вдали от рая                                           | Победа              |
| Online Film Critics Society                   | 2009                | Лучшая актриса второго плана                                                                 | Одинокий мужчина                                       | Номинация           |
| Online Film Critics Society                   | 2014                | Лучшая актриса                                                                               | Всё ещё Элис                                           | Номинация           |
| Palm Springs International Film Festival      | 2015                | Лучшая актриса                                                                               | Всё ещё Элис                                           | Победа              |
| People's Choice Awards                        | 2004                | Лучшая кинозвезда                                                                            | н/д                                                    | Номинация           |
| San Francisco Film Critics Circle             | 2014                | Лучшая актриса                                                                               | Всё ещё Элис                                           | Победа              |
| San Diego Film Critics Awards                 | 2002                | Лучшая актриса                                                                               | Вдали от рая                                           | Победа              |
| Sant Jordi Awards                             | 2003                | Лучшая международная актриса                                                                 | Вдали от рая / Часы                                    | Победа              |
| Спутник                                       | 1998                | Лучшая женская роль — драма                                                                  | Ночи в стиле буги                                      | Победа              |
| Спутник                                       | 1999                | Лучшая женская роль — комедия или мюзикл                                                     | Большой Лебовски                                       | Номинация           |
| Спутник                                       | 2000                | Лучшая женская роль — комедия или мюзикл                                                     | Идеальный муж                                          | Номинация           |
| Спутник                                       | 2003                | Лучшая женская роль — драма                                                                  | Часы                                                   | Номинация           |
| Спутник                                       | 2003                | Лучшая женская роль — драма                                                                  | Вдали от рая                                           | Номинация           |
| Спутник                                       | 2005                | Лучшая женская роль — драма                                                                  | Победительница                                         | Номинация           |
| Спутник                                       | 2010                | Лучшая женская роль — комедия или мюзикл                                                     | Детки в порядке                                        | Номинация           |
| Спутник                                       | 2012                | Лучшая женская роль — мини-сериал или телефильм                                              | Игра изменилась                                        | Победа              |
| Спутник                                       | 2014                | Лучшая женская роль — драма                                                                  | Всё ещё Элис                                           | Победа              |
| Сатурн                                        | 1993                | Лучшая киноактриса второго плана                                                             | Рука, качающая колыбель                                | Номинация           |
| Сатурн                                        | 2002                | Лучшая киноактриса                                                                           | Ганнибал                                               | Номинация           |
| Сатурн                                        | 2005                | Лучшая киноактриса                                                                           | Забытое                                                | Номинация           |
| Сатурн                                        | 2009                | Лучшая киноактриса                                                                           | Слепота                                                | Номинация           |
| Sitges Film Festival                          | 2014                | Лучшая актриса                                                                               | Звёздная карта                                         | Победа              |
| St. Louis Gateway Film Critics Association    | 2014                | Лучшая актриса                                                                               | Всё ещё Элис                                           | Номинация           |
| Сандэнс                                       | 2001                | Почётная награда                                                                             | н/д                                                    | Победа              |
| TV Land Awards                                | 2006                | Почётная награда                                                                             | н/д                                                    | Номинация           |
| Ассоциация кинокритиков Торонто               | 2002                | Лучшая актриса                                                                               | Вдали от рая                                           | Победа              |
| Ассоциация кинокритиков Торонто               | 2014                | Лучшая актриса                                                                               | Всё ещё Элис                                           | 2-е место           |
| Vancouver Film Critics Circle                 | 2003                | Лучшая актриса                                                                               | Вдали от рая                                           | Победа              |
| Vancouver Film Critics Circle                 | 2009                | Лучшая актриса                                                                               | Слепота                                                | Номинация           |
| Венецианский кинофестиваль                    | 2002                | Кубок Вольпи за лучшую женскую роль                                                          | Вдали от рая                                           | Победа              |
| Венецианский кинофестиваль                    | 2002                | Приз зрительских симпатий                                                                    | Вдали от рая                                           | Победа              |
| Washington D.C. Area Film Critics Association | 2002                | Лучшая актриса                                                                               | Вдали от рая                                           | Победа              |
| Washington D.C. Area Film Critics Association | 2009                | Лучшая актриса второго плана                                                                 | Одинокий мужчина                                       | Номинация           |
| Washington D.C. Area Film Critics Association | 2010                | Лучший актёрский ансамбль                                                                    | Детки в порядке                                        | Номинация           |
| Washington D.C. Area Film Critics Association | 2014                | Лучшая актриса                                                                               | Всё ещё Элис                                           | Победа              |
| Women Film Critics Circle                     | 2014                | Лучшая актриса                                                                               | Всё ещё Элис                                           | Победа              |
| Women Film Critics Circle                     | 2014                | Любимая звезда                                                                               | Всё ещё Элис                                           | Победа              |
| Выбор телевизионных критиков                  | 2012                | Лучшая актриса в мини-сериале или телефильме                                                 | Игра изменилась                                        | Победа              |
| Gracie Awards                                 | 2013                | Лучшая актриса                                                                               | Игра изменилась                                        | Номинация           |
| Monte-Carlo Television Festival               | 2012                | Лучшая актриса                                                                               | Игра изменилась                                        | Номинация           |
| Soap Opera Digest Awards                      | 1989                | Лучшая актриса                                                                               | Как вращается мир                                      | Номинация           |
| Голливудская «Аллея славы»                    | 2013                | Именная звезда за вклад в киноиндустрию                                                      | н/д                                                    | Победа              |